# 孝儀純皇后

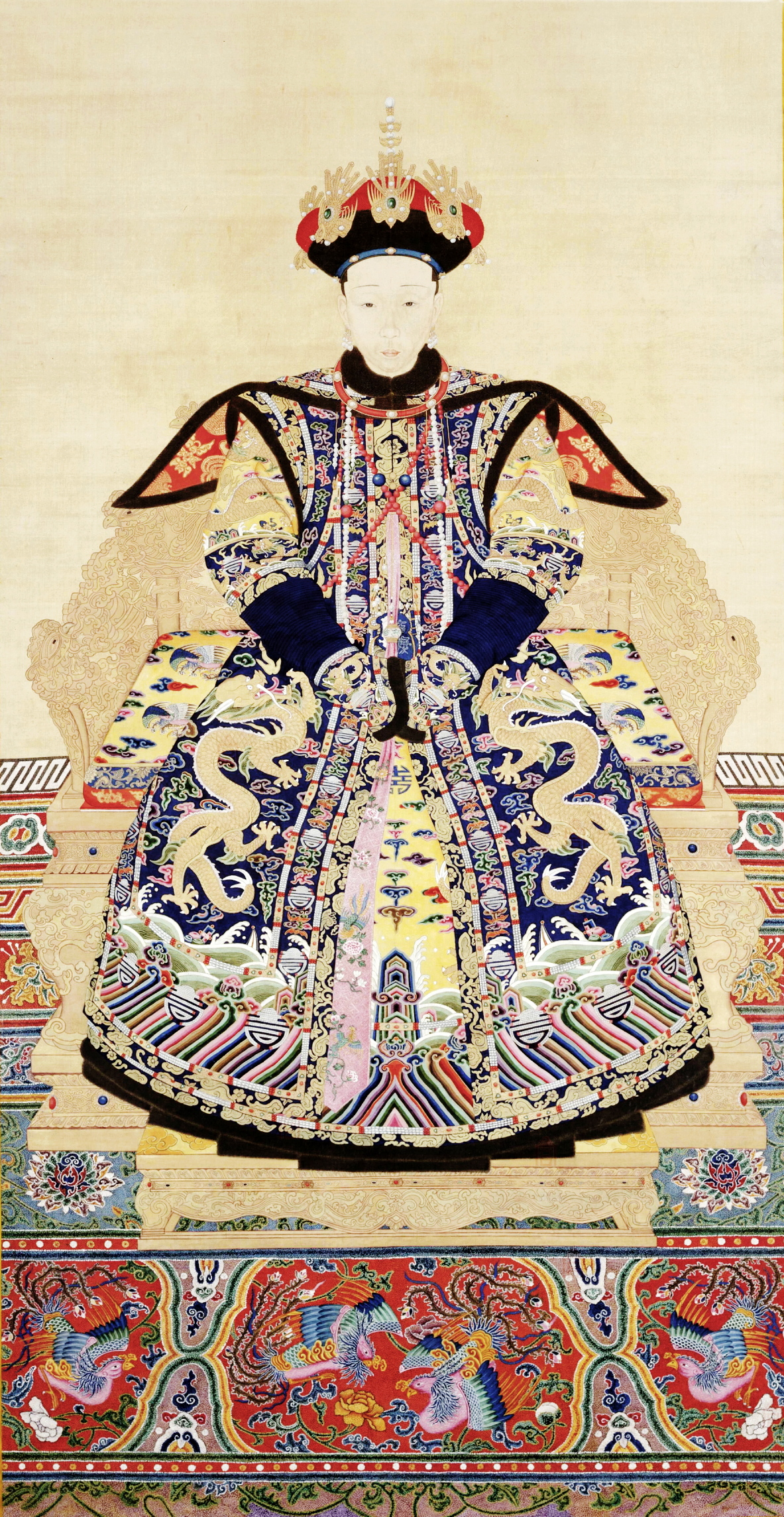
孝儀純皇后

孝儀純皇后（こうぎじゅんこうごう、満州語:ᡥᡳᠶᠣᠣᡧᡠᠩᡤᠠ
 ᠶᠣᠩᠰᠣᠩᡤᠣ
ᠶᠣᠩᡴᡳᠶᠠᡥᠠ
ᡥᡡᠸᠠᠩᡥᡝᠣ  転写：hiyoošungga yongsonggo yongkiyangga hūwangheo、雍正5年9月9日（1727年10月23日） - 乾隆40年1月29日（1775年2月28日））は、清の乾隆帝の側妃。満洲正黄旗包衣（内務府所属の漢人）の出身。姓は魏氏。魏清泰の娘。後に鑲黄旗に抬旗され、満洲姓「ウェイギャ（魏佳）氏（Weigiya hala）」が授けられた。

## 生涯
雍正5年（1727年）9月9日に生まれた。生母の楊佳氏と祖母は、雍正元年に皇后を立て妃を封じる際に宣冊を担当した女官であった。清朝では実際に、内管領の福晋（夫人）が妃嬪や皇子の福晋の冊封を担当する女官となる事例がある。
乾隆年間、魏氏は内務府の選秀（選抜制度）によって入宮した。入宮時の位階や待遇は不明であるが、乾隆10年（1745年）には19歳で既に「魏貴人」に封じられていたことが知られている。
乾隆帝の御製詩『孝賢皇后陵酹酒』の一節「舊日玉成侶，依然身傍陪。」（乾隆帝の自注：令懿皇貴妃は皇后によって教養された者で、今ともに地宮に付す）から、魏佳氏はかつて皇后の側で「学規矩女子」（礼儀作法を学ぶ女官）であった可能性がある。選秀により入宮後、孝賢皇后のもとで礼儀作法を学んだが、これを裏付ける確かな証拠は現時点では見つかっていない。
乾隆10年（1745年）正月23日、魏貴人は「令嬪」に封じられた。『鴻稱通用』によれば、「令」の封号に対応する満文は「mergen」（墨爾根）で、「聡明な、賢い」という意味である。同年11月17日、工部尚書ハダハを正使、内閣学士ウーリンアン(伍齡安)を副使として、魏貴人の令嬪としての冊封式が行われた。
乾隆13年（1748年）5月には、令嬪と舒嬪が妃に昇進、陳貴人が嬪に昇進し、陸常在・那常在・林常在が貴人に昇進した。一方で嫻貴妃と嘉妃はこの時点では昇進しておらず、同年7月に乾隆帝は嫻貴妃那拉氏を皇貴妃に、嘉妃を貴妃に、令嬪と舒嬪を妃に、陳貴人を嬪に正式に封じた。乾隆14年（1749年）4月5日、協弁大学士・吏部尚書の陳大受を正使、礼部侍郎の木和林を副使として、令嬪は正式に「令妃」に冊封された。
乾隆13年（1748年）、乾隆帝が皇子（永琮や永璜、嘉妃が産み夭逝した皇九子など）と皇后（孝賢純皇后）を相次いで失い、悲しみに沈んでいた時期には、多くの皇族や高官が処罰された。令嬪の父・内管領の魏清泰は、亡き孝賢皇后の供物である餑餑（蒸し餅）の献供の遅延によって処罰された。魏清泰は「加四級」の官位を持っていたため、二級を剥奪され、さらに八十杖（杖打ち八十回）の刑罰を受けた。盛観保も同様に処罰されたが、彼は加級がなかったため、官位を二級下げられた上で留任となった。これらの処分については朝廷に伺いを立て、乾隆帝は「議に依る」と朱批を下した。
乾隆16年（1751年）、令妃の父・魏清泰が死去。同年9月22日、「令妃の実家である包衣渾托和人（包衣管領人）を、本旗の包衣牛録から分離させるように」との勅命が下った。同月、乾隆帝は令妃の家族に屋敷と田地を賜り、さらに家族の借金を返済した。
乾隆21年（1756年）7月15日、令妃は円明園の五福堂にて皇七女・固倫和静公主を出産した。同年、乾隆帝は成衮扎布と策布登扎布との婚姻を決定した。彼らはどちらも額駙（皇女の婿）の息子であり、年若き皇女（皇六女・皇七女）と釣り合いが取れることから、弟たちに適齢の男子がいれば額駙とする旨が決められた。当時数歳だったラワンドルジ(拉旺多爾済)が唯一適齢であり、額駙とされた。
乾隆22年（1757年）正月、令妃は南巡に随行。この時、彼女は妊娠3〜6ヶ月であった。同年7月17日、皇十四子・永璐を出産。
乾隆23年（1758年）7月14日、令妃は皇九女・和碩和恪公主を出産。8月26日、忻貴妃戴佳氏所生の皇六女が夭折したため、令妃所生の皇七女が婚姻の対象とされ、ラワンドルジと婚約した。
乾隆24年（1759年）閏6月10日、令妃が「喜び事」により「添炭」および「守月姥姥（産後ケアの女性）」を賜った。9月24日、これらが停止されたため、令妃は流産したと推測される。同年11月20日、令妃は令貴妃に昇進し、12月17日には大学士傅恒を正使、協弁大学士劉統勳を副使として冊封された。同月、乾隆帝は令貴妃に「多子図（一族繁栄を願う絵）」を下賜したが、令貴妃としての儀仗（儀礼装備）が整えられたのは5年後であった。
乾隆25年（1760年）3月18日、令貴妃所生の皇十四子・永璐が種痘中に病死。諡号は与えられず、朱華山にある端慧皇太子の墓の最も簡素な西側レンガ造りの地下宮殿に葬られ、皇十三子の次に位置づけられた。同年10月6日、令貴妃は円明園の天地一家春で皇十五子・永琰（後の嘉慶帝）を出産。
乾隆27年（1762年）正月、令貴妃は再び南巡に随行。5月25日には八角形の金鍍金時計が下賜され、7月6日には広東巡撫・託恩多からの貢物の中の白玉彫刻の朝珠を拝領した。11月30日、令貴妃は皇十六子を出産。この子は南巡途中に懐胎されたと推測される。
乾隆30年（1765年）正月15日、令貴妃は三度南巡に同行。3月17日には皇十六子が死去し、諡号は与えられず、前述と同様に朱華山の簡素な地宮に葬られた。5月9日、令貴妃は「皇貴妃」に昇進。6月11日に冊封の儀式が執り行われた。8月17日、乾隆帝は皇貴妃の垂飾の等級を上げ、珍珠装飾も上級品に改めた。清朝で六宮の事務を統括する「攝六宮事皇貴妃」に封じられたのは、継皇后那拉氏と道光帝の孝全成皇后の二人のみであり、両者とも間もなく皇后となった。嘉慶帝の生母である孝和睿皇后も皇后冊立前に皇貴妃に封じられたが、その旨には「攝六宮事」の語はなかった。嘉慶帝はすでに孝和睿皇后を後継皇后と定めていた。一方、魏佳氏は皇貴妃に封じられたものの、乾隆帝は彼女を皇后に立てる意図は持っていなかった。
乾隆31年（1766年）正月8日付の内務府満文奏折によると、妊娠末期の皇貴妃が、幽閉された継皇后那拉氏に代わり、上元節の内廷儀式や円明園への供物に関する手配を担当していた。5月11日には皇十七子・永璘を出産。乾隆30年の7月から10月にかけて、乾隆帝は熱河で狩猟を行っており、皇貴妃も随行していたため、この子も南巡中に懐胎されたと考えられる。
乾隆32年（1767年）8月29日、和碩和嘉公主が重病となり、9月1日に熱河にいた乾隆帝は、北京に残っていた皇貴妃魏佳氏らに病気見舞いを命じた。ここから、乾隆帝は令皇貴妃を行宮には同行させず、宮中に留めていたことがわかる。9月6日、「皇貴妃額涅（呼称）と内廷主位らが来訪し、奴才（和碩額駙・福隆安）は門外で跪拝して迎え、皇貴妃は車のそばで拝謁を許した。公主見舞いの後、別れ際に『見たところ大事はないようなので、過度に心配せぬように』と慰められた」。だが、翌9月7日、公主の容体が急変し、皇貴妃は急ぎ再び公主府を訪ねた。
9月8日、公主は薨去（亡くなり）、乾隆帝は大いに悲しみ、「予の心を傷むもの甚だし」と述べた。
乾隆33年（1768年）9月9日、皇貴妃は円明園にて薨去、享年42歳。同年九月二十五日、乾隆帝は皇貴妃の喪礼を「皇后の例に準ずる」とし、12月15日に遺体は紫禁城景仁宮から暫時停放の香山碧雲寺へ移された。
乾隆36年（1771年）7月、皇貴妃の金棺が景山寿安山の裕陵妃園寝に安葬された。墓誌には「令懿皇貴妃」と追尊された称号が刻まれていた。
乾隆帝は彼女の死後、詩をもって哀悼し、「伴余三十載，晨昏即與俱」「至誠傳素履，節孝見儀形」「鞠育殊多力，淑慎有遺風」などと詠い、彼女の誠実・節義・慎み深さ・子育てへの尽力を称えた。
乾隆60年（1795年）9月3日、乾隆帝は第十五皇子顒琰を皇太子に任命することを宣言し、同時に皇太子の生母魏佳氏を孝儀皇后として追贈した。（諡号「儀」、満洲語では「yongsunggo」で「礼儀正しい」という意味である）。同年10月、睿親王淳頴を正使、鄭親王ウルグンアを副使として派遣し、恭しく詔書と皇后の印章を携え、裕陵へ赴き、魏佳氏を正式に孝儀皇后と冊封・追諡した。その後、嘉慶帝・道光帝の代を経て諡号が加えられ、最終的な正式名称は：
```
孝儀恭順康裕慈仁端恪敏哲翼天毓聖純皇后
```

となった。
魏佳氏の霊位を奉先殿に昇祀する前夜、乾隆帝は典礼の手配について下記のような勅旨を発した：
```
「孝儀皇后の神位を奉先殿に祀るにあたり、事前に天地と太廟に告祭するのは適切ではない。孝儀皇后は、嗣皇帝の生母であるがゆえに、恩典によって皇后に追贈されたものである。奉先殿における祭告のみに止めるべきで、これにより天地太廟での大典を行えば、かえって礼を乱すこととなろう。よって、そのような大典は執り行わなくてよい。」
```

乾隆帝は、魏佳氏の皇后としての地位はあくまで皇太子（後の嘉慶帝）の生母であるがゆえの恩典によるものであり、正式な皇后としての地位を有していたわけではないと見なしており、そのため天・地・太廟への大典を行う必要はなく、天下に詔を発することもなかった。
また、魏氏の一族は皇族の親戚となったことから三等承恩公の爵位を授かり、甥孫の花沙布が一等承恩侯を世襲した。しかし、乾隆60年から嘉慶4年（1795年～1799年）の間、従来の慣例に従い皇后の実家に官房（政府官舎）を賜与した記録は見られない。嘉慶帝が親政を開始した後、ようやく史料に「花沙布が借り住まいしていた官房を賜与する」という記録が現れることから、それ以前の花沙布は官房を借りて住んでいたと推測される。
嘉慶元年（1796年）12月3日と、嘉慶2年（1797年）11月6日、乾隆帝は数度にわたって嘉慶帝に対し、自らの死後は養心殿の仏堂および円明園の安佑宮には、生父（乾隆帝）と生母（孝儀皇后）のみを奉祀するよう命じた。同年、乾隆帝が嘉慶帝を伴い、孝賢皇后と孝儀皇后の墓所に参拝した際には、次のような詩を詠んだ：
```
『孝賢皇后陵にて酒を供す』
吉地にて輿を止め、松を植えて雲に達す。
暮春の中旬、往年を思い出す（孝賢皇后は戊辰年三月十一日に薨去し、共に老いる願いは空しく、思い出すに堪えず）。
四十八年が過ぎた（戊辰より今に至るまで既に四十八年）。
新たな皇帝を伴い、酒を捧げて太上君（乾隆帝）に拝す。
母は子によって貴くなる（令懿皇貴妃は皇帝の生母であり、早くに地宮に葬られた時点で孝賢皇后の側に安置された。今やその子が皇位を継ぎ、彼女は孝儀皇后に封じられた。これは「母は子により貴くなる」という春秋の義理にもかなう）。
名が正しく、言も順であり、誠に嬉しい。
```

嘉慶4年（1799年）2月2日、嘉慶帝は、画家の庄豫徳と冯寧に命じて、孝儀皇后の肖像画を魏佳氏の遺影に基づき模写させた。衣紋は画家の清柱と嵩貴が皇后の衣装の形式に倣って描き、慣例に従って巻物形式で軸に表装し、象牙の軸頭を用い、万寿錦の袋に収めた。
寿皇殿の中では、乾隆帝の御容（肖像画）が納められた暖閣において、孝賢皇后・孝儀皇后の御容のガラス掛け屏風や立て屏風も供奉され、神龕（神を祀る棚）の陳列品の一つとなった。毎年の除夕（旧暦大晦日）から翌年の正月2日までは、寿皇殿の正殿内に「一帝二后」の大型屏風を安置し、先妻の孝賢皇后と嗣子の生母である皇后（孝儀皇后）をともに祀った。(二人はとても仲が良かったとされ、乾隆帝は「旧日玉成侶，依然身傍陪（あなたのおかげで私の愛妃になったあの人は、今もあなたのそばにいます）」と詠んでいる)

## 画像

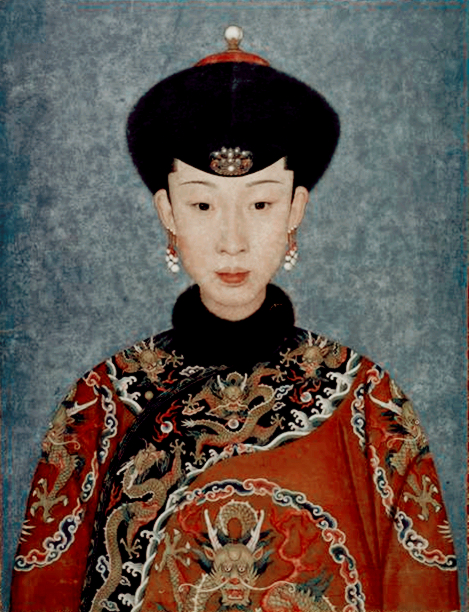
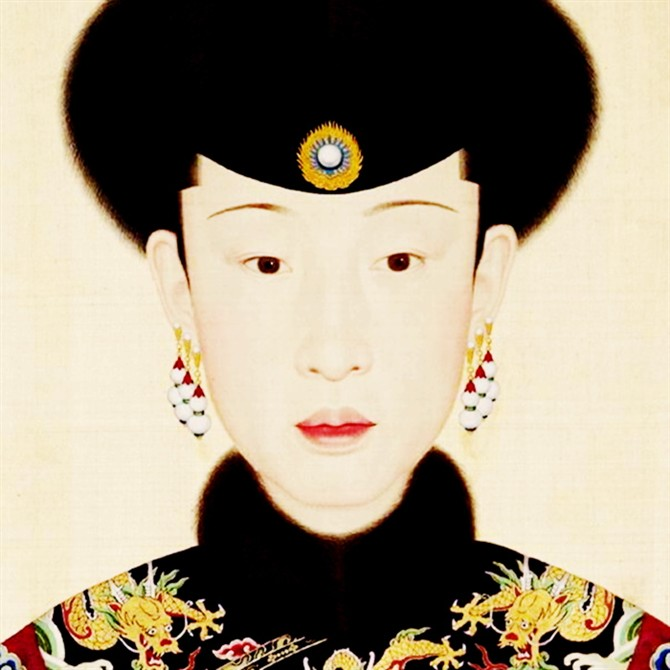
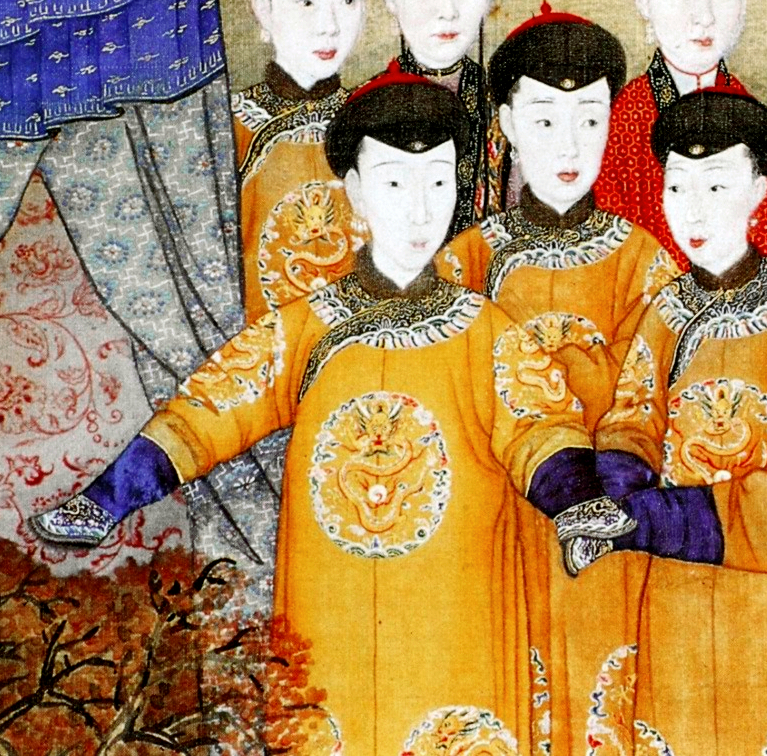
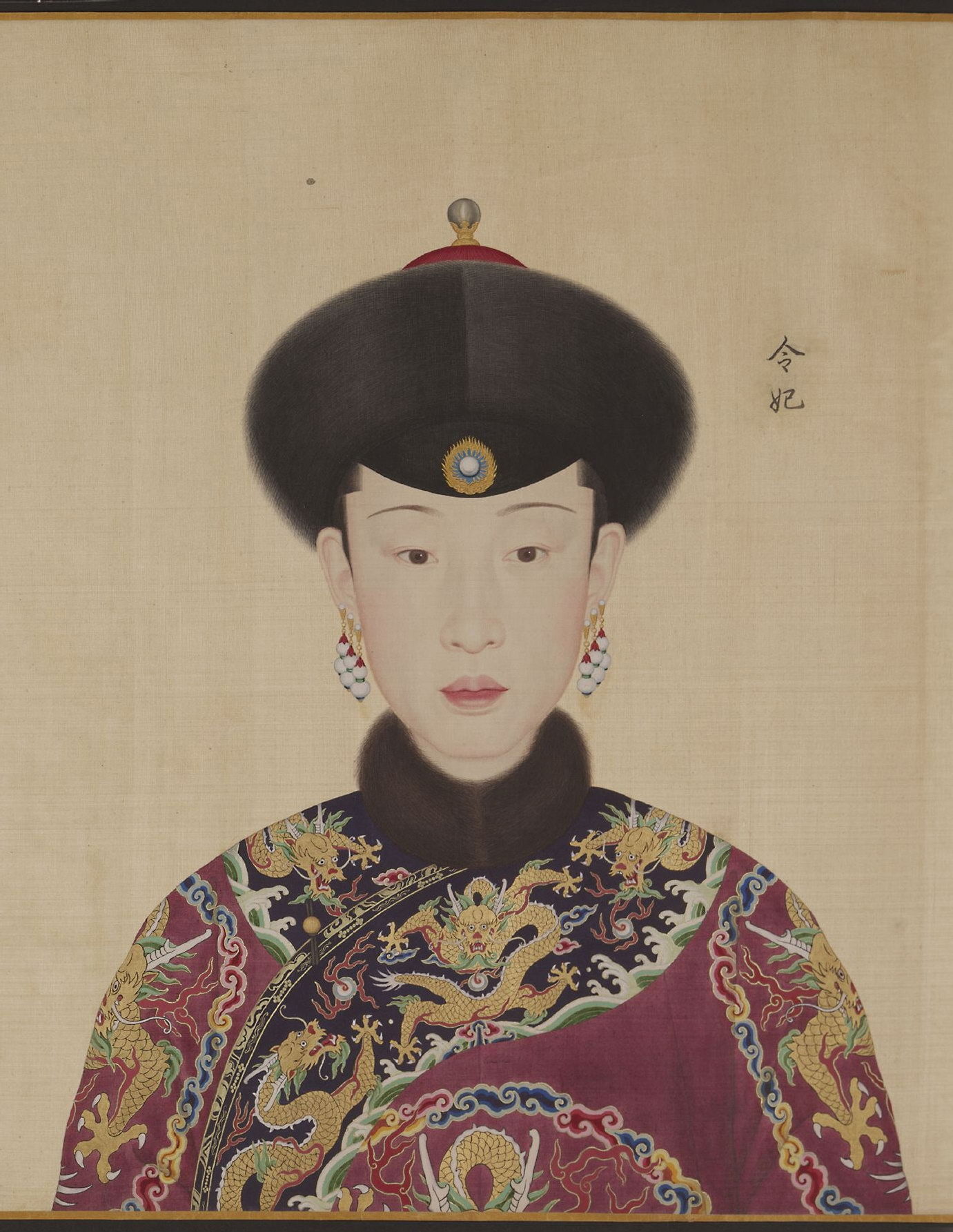

## 家族
| \| \| \| \| \| \| \| \| \| \| \| \| \| \| \| \| \| \| \| \| 高祖父：失考（正黃旗包衣管領下人魏授恩の子） \| \| \| \| \| \| \| \| \| \| \| \| \| \| \| \| \| \| \| \| \| \| \| \| \| \| \| \| \| \| \| \| \| \| \| \| \| \| \| \| \| \| \| \| \| \| \| \| \| \| \| \| \| \| 曾祖父：護軍校魏嗣興 \| \| \| \| \| \| \| \| \| \| \| \| \| \| \| \| \| \| \| \| \| \| \| \| \| \| \| \| \| \| \| \| \| \| \| \| \| \| \| \| \| \| \| \| \| \| \| \| \| \| \| \| \| \| 祖父：內務府総管魏士宜 \| \| \| \| \| \| \| \| \| \| \| \| \| \| \| \| \| \| \| \| \| \| \| \| \| \| \| \| \| \| \| \| \| \| \| \| \| \| \| \| \| \| \| \| \| \| \| \| \| \| \| \| \| \| 父：內管領、追封三等公魏清泰 \| \| \| \| \| \| \| \| \| \| \| \| \| \| \| \| \| \| \| \| \| \| \| \| \| \| \| \| \| \| \| \| \| \| \| \| \| \| \| \| \| \| \| \| \| \| \| \| \| \| \| \| \| \| 孝儀純皇后魏佳氏 \| \| \| \| \| \| \| \| \| \| \| \| \| \| \| \| \| \| \| \| \| \| \| \| \| \| \| \| \| \| \| \| \| \| \| \| \| \| \| \| \| \| \| \| \| \| \| \| \| \| \| \| \| \| 母：一品誥命夫人楊佳氏 \| \| \| \| \| \| \| \| \| \| \| \| \| \| \| \| \| \| \| \| \| \| \| \| \| \| \| \| \| \| \| \| \| \| \| \| \| \| \| \| \| \| \| \| \| \| \| \| \| \| \| \| |                                              |  |  |  |  |  |  |  |  |  |  |  |  |  |  |  |
| |                                              |  |  |  |  |  |  |  |  |  |  |  |  |  |  |  |
| | 高祖父：失考（正黃旗包衣管領下人魏授恩の子） |  |  |  |  |  |  |  |  |  |  |  |  |  |  |  |
| |                                              |  |  |  |  |  |  |  |  |  |  |  |  |  |  |  |
| |                                              |  |  |  |  |  |  |  |  |  |  |  |  |  |  |  |
| | 曾祖父：護軍校魏嗣興                         |  |  |  |  |  |  |  |  |  |  |  |  |  |  |  |
| |                                              |  |  |  |  |  |  |  |  |  |  |  |  |  |  |  |
| |                                              |  |  |  |  |  |  |  |  |  |  |  |  |  |  |  |
| | 祖父：內務府総管魏士宜                       |  |  |  |  |  |  |  |  |  |  |  |  |  |  |  |
| |                                              |  |  |  |  |  |  |  |  |  |  |  |  |  |  |  |
| |                                              |  |  |  |  |  |  |  |  |  |  |  |  |  |  |  |
| | 父：內管領、追封三等公魏清泰                 |  |  |  |  |  |  |  |  |  |  |  |  |  |  |  |
| |                                              |  |  |  |  |  |  |  |  |  |  |  |  |  |  |  |
| |                                              |  |  |  |  |  |  |  |  |  |  |  |  |  |  |  |
| | 孝儀純皇后魏佳氏                             |  |  |  |  |  |  |  |  |  |  |  |  |  |  |  |
| |                                              |  |  |  |  |  |  |  |  |  |  |  |  |  |  |  |
| |                                              |  |  |  |  |  |  |  |  |  |  |  |  |  |  |  |
| | 母：一品誥命夫人楊佳氏                       |  |  |  |  |  |  |  |  |  |  |  |  |  |  |  |
| |                                              |  |  |  |  |  |  |  |  |  |  |  |  |  |  |  |
| |                                              |  |  |  |  |  |  |  |  |  |  |  |  |  |  |  |

## 登場作品
- 還珠姫 〜プリンセスのつくりかた〜（1998年、中国、演：娟子）
- 如懿伝 〜紫禁城に散る宿命の王妃〜（2017年、中国、演：リー・チュン）
- 瓔珞〜紫禁城に燃ゆる逆襲の王妃〜（2018年、中国、演：ウー・ジンイェン）

## 伝記資料
『清史稿』